# Atlético Celaya
Der Club Atlético Celaya ist ein mexikanischer Fußballverein, der 1994 aufgrund einer Fusion der Vereine Atlético Cuernavaca (aus dem Bundesstaat Morelos) und Escuadra Celese de Celaya entstand. Bald fusionierte auch Atlético Español in den noch jungen Verein. Alle fusionierten Vereine haben ein Stück ihrer alten Identität in den neuen Verein eingebracht: von Atlético Cuernavaca wurde der Name gewählt (freilich findet sich hier auch das ehemalige Atlético Español wieder), von Celeste de Celaya die himmelblauen Farben und von Atlético Español das Wappentier, der stampfende Stier, der dem Verein auch den Spitznamen „toros“ (Stiere) einbrachte. 
Atlético Celaya nahm in der Saison 1994/95 den Zweitligaplatz eines seiner Vorgängervereine ein und schaffte auf Anhieb den Aufstieg. Die erste Spielzeit in der Primera División sollte sich zudem als die erfolgreichste der Vereinsgeschichte erweisen. Erst wurde Celaya Gruppensieger und in den anschließenden Play-offs konnte man bis ins Finale vorstoßen. Hier unterlag Atlético nur aufgrund der seinerzeit geltenden Auswärtstorregel mit 1:1 und 0:0 gegen Necaxa. 
Von nun an ging es mit dem Verein allerdings permanent bergab, häufig war man nur noch Gruppenletzter. Hinzu kamen finanzielle Probleme, die schließlich in der Winterpause der Saison 2002/03 zum Verkauf der Erstligalizenz an einen Industriellen aus Morelos führten. Dieser schuf kurzfristig ein Team mit dem Namen CF Cuernavaca Colibries, das jedoch umgehend abstieg und so schnell wieder verschwand, wie es einst aufgetaucht war. 
Aber auch Atlético Celaya ist seither nicht mehr im Profifußball vertreten, so dass seither der zur gleichen Zeit reaktivierte ältere Stadtverein Celaya FC die Stadt im Profifußball vertrat. Dies geschah durch die Übersiedlung des in der Primera División 'A' spielenden CF La Piedad nach Celaya. Doch später wurde der Club Celaya zu einem Farmteam des Querétaro FC, der nach seinem eigenen Abstieg aus dem Fußballoberhaus den erst kürzlich reaktivierten Verein absorbierte, wodurch der Celaya FC im Sommer 2007 einmal mehr verschwand. 

## Vizemeister 1995/96
Mit folgendem Kader wurde Atlético Celaya Vizemeister der Saison 1995/96: Hugo Pineda, Homero Pasallo (Tor) – Víctor Díaz Leal, Joel Cruz, Armando Cabrera, Apolinar González, Iván Hurtado, Israel Castillo, Jose Antonio Alcántara, Sergio Bueno, José Alderete, Antonio González Pérez, Víctor Manuel Rodríguez (Abwehr) – José Damasceno, Juvenal Patiño, Emilio Butragueño, Francisco Javier Cruz, Salvador Mercado, Felipe Aguirre, Inés Franco, José Santos, Luis Manuel Flores (Mittelfeld) – Richard Zambrano, Carlos Hernández, Amarido Soarez, Milton Nunez, Alfonso Malibrán, Paulo Rocha, Arturo Rico (Sturm). Trainer: Juan Manuel Álvarez.

## Bekannte ehemalige Spieler
- Emilio Butragueño
- Diego Cagna
- Julio César de León
- Iván Hurtado
- Diego Latorre
- Jaime Lozano
- Míchel
- Antonio Mohamed
- Carlos Pavón
- Rafael Paz
- Hugo Sánchez
- Rafael Martín Vázquez